# Ole Berntsen
Ole Valdemar Henrik Berntsen (22 de enero de 1915-26 de mayo de 1996) fue un deportista danés que compitió en vela en la clase Dragon. Fue hermano del también regatista William Berntsen.
Participó en cuatro Juegos Olímpicos de Verano entre los años 1948 y 1964, obteniendo tres medallas: bronce en Londres 1948, plata en Melbourne 1956 y oro en Tokio 1964.

## Palmarés internacional
| Juegos Olímpicos | Juegos Olímpicos      | Juegos Olímpicos  | Juegos Olímpicos |
| Año              | Lugar                 | Medalla           | Clase            |
| ---------------- | --------------------- | ----------------- | ---------------- |
| 1948             | Londres (Reino Unido) | Medalla de bronce | Dragon           |
| 1956             | Melbourne (Australia) | Medalla de plata  | Dragon           |
| 1964             | Tokio (Japón)         | Medalla de oro    | Dragon           |